# 延陵祠
延陵祠，位于中华人民共和国浙江省金华市义乌市稠江街道，是浙江省省级文物保护单位之一。
2017年1月19日，延陵祠被列入第七批浙江省文物保护单位，该文物保护单位是一座古建筑。